# Kanton Vendôme
 Vendôme   is een kanton van het Franse departement Loir-et-Cher. Het kanton maakt deel uit van het arrondissement Vendôme

In 2020 telde het 23.057 inwoners.

Het kanton werd gevormd ingevolge het decreet van 21 februari 2014 met uitwerking op 22 maart 2015, met  Vendôme  als hoofdplaats.

## Gemeenten
Het kanton omvat volgende 8 gemeenten:
- Areines
- Azé
- Mazangé
- Meslay
- Sainte-Anne
- Saint-Ouen
- Vendôme
- Villiers-sur-Loir